# Elmar Hess
Elmar Hess (* 5. Oktober 1966 in Hamburg) ist ein deutscher Künstler. Sein Werk umfasst Filmkunst, Videokunst, Fotografie, Installation und Objektkunst. In seiner Arbeit thematisiert Hess zwischenmenschliche Konflikte als Resultat systembedingter Zugzwänge. Das individuelle Geschehen wird dabei in den Sinnzusammenhang historischer Ereignisse gebracht.

## Leben
Hess’ Jugend ist geprägt durch Aufenthalte an der südenglischen Küste. Durch die Nähe zu den britischen Überseehäfen entwickelt er eine ausgeprägte Leidenschaft für Transatlantikschiffe. Obwohl dies thematisch nicht im Mittelpunkt seiner Arbeit steht, spiegelt es sich in zahllosen Details und der oft metaphorischen Bildsprache vor allem seiner filmischen Arbeiten wider.
Ab 1988 studierte Hess an der Staatlichen Akademie der Künste Stuttgart und an der Hochschule für bildende Künste Hamburg und besuchte die Klassen von Katharina Sieverding und Franz Erhard Walther. Von 1998 bis 2000 studierte er an der Universität Hamburg Film u. a. bei Michael Ballhaus. 2006 war er Stipendiat der Casa Baldi der Villa Massimo in Olevano Romano.
Seit 2010 ist er Gastprofessor an der Hochschule der Bildenden Künste Saar.
Elmar Hess lebt und arbeitet in Berlin.

## Werk

### „Kriegsjahre“

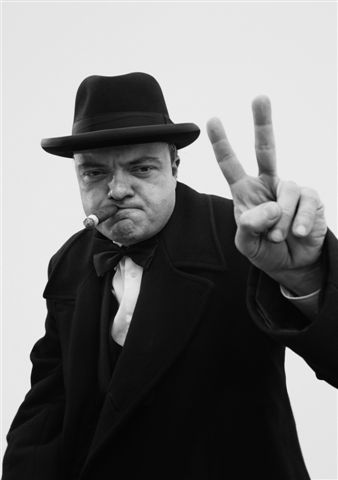
Elmar Hess – Cold War

Sein künstlerisches Debütwerk inszenierte Elmar Hess, der äußerlich augenscheinliche Ähnlichkeit mit dem US-Schauspieler Orson Welles aufweist, 1996: In seinem Film „Kriegsjahre“ stilisiert er eine Beziehungskrise zum Weltkrieg. Ein überdimensionaler Küchentisch gerät zum Schlachtfeld, auf dem sich ein streitendes Liebespaar, inszeniert in Anspielung an Churchill (den Hess mimt) und Hitler begegnet.
Das in vielen Details surreal anmutende Filmgeschehen wird aus der erzählerischen Perspektive eines großen Modellschiffs erlebt, das in die Wirren des Kriegsgeschehens verwickelt wird. Der Film thematisiert den medialen Umgang mit dem schweren deutschen Erbe und bricht dabei Tabus: Bilder und Töne, Figuren und Architekturlandschaften der nationalsozialistischen Diktatur und des Zweiten Weltkrieges verblassen in den Handlungssträngen des Films zu Zeichen unter vielen. In fast spielerischer Manier werden nationalsozialistische und alliierte Kriegsstrategien als historischer Fonds gleichgesetzt mit Szenen aus einem privaten Beziehungsclinch. Das Beziehungsdrama formuliert „Kriegsjahre“ dabei als Tableau sozialer Landschaft in einer entseelten Welt: Menschen werden in die geistigen Quergänge seriös anmutender Kommentarstimmen gedrückt und erscheinen eingebunden in die gefräßige Maschinerie eines Krieges, der im Vakuum zwischen sozialen, historischen und dinglichen Beziehungen tobt.

### „Freedom is not for free“

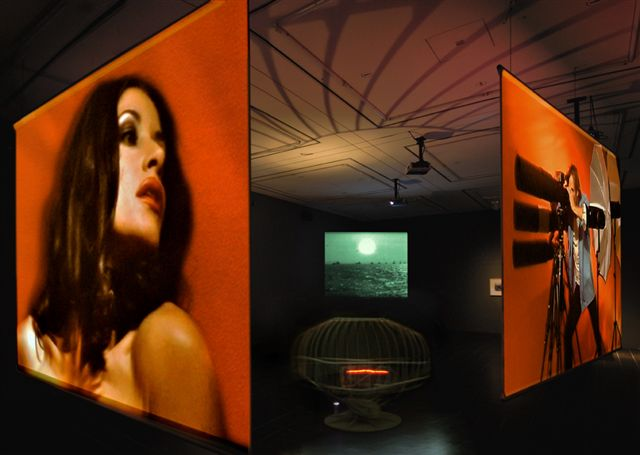
Elmar Hess – Freedom is not for free

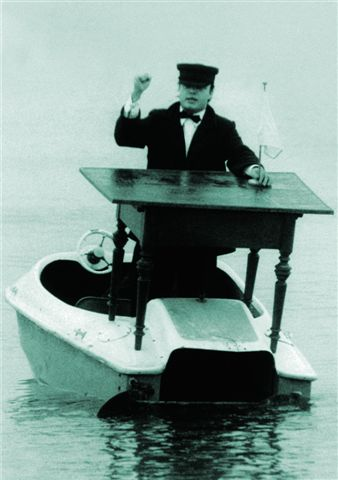
Elmar Hess – Kriegsjahre

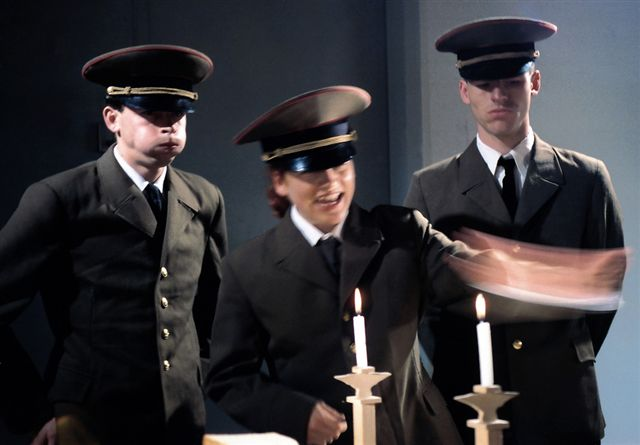
Elmar Hess – Kriegsjahre

Der Thematik seines Werks „Kriegsjahre“ vergleichbar, endet in Hess’ Rauminstallation „Freedom is not for free“ von 2006 ein Liebeskonflikt vor dem Tribunal eines Menschenrechtskomitees. Der Fall wird zu einer Troubadour-Groteske über Rollenklischees und Verhalten wider besseres Wissen. Hinter dem individuellen Drama zeichnet die Arbeit ein Gesellschaftsbild, in dem die Erfüllung menschlicher Sehnsüchte durch Lobbyismus und Manipulation durch die Medien verhindert wird.
Wie in den meisten aktuellen Arbeiten von Elmar Hess stehen auch in „Freedom is not for free“ Videosequenzen im Mittelpunkt einer Installation, in der Objekte, Fotos und Aufzeichnungen privater Herkunft in den Sinnzusammenhang mit historischen Ereignissen gebracht wurden. In der Arbeit „Cold War“ mutiert der Geschlechterkampf zur Konfrontation zwischen den zwei Supermächten im Kalten Krieg. Dafür staffierte Hess ihm bekannte Personen als historische Persönlichkeiten aus und fotografierte sie in bekannten Posen. John F. Kennedy, Che Guevara, Mao Tse-tung, Willy Brandt und andere prominente Teilhaber der Politik des Eisernen Vorhangs werden so ironisch überzeichnet und täuschend ähnlich dargestellt. Hess bezieht sich in seinen Inszenierungen u. a. immer wieder auf die „wilden“ 1960er Jahre, in deren Tabubrüchen er geschlechtlich kodierte Machtkämpfe von gesellschaftlicher Dimension sieht.

## Ausstellungen (Auswahl)
- 2013 „STILLS“, Gallery WHITECONCEPTS, Berlin
- 2013 „LA MÈRE PERDUE“, Saarländische Galerie – Europäisches Kunstforum e. V., Berlin
- 2010 „Man Son 1969“, Villa Merkel, Esslingen
- 2009 „Man Son 1969 – Schrecken der Situation“, Hamburger Kunsthalle
- 2009 „Expanded Realities“, Gallery of the City of Pécs/CZ
- 2008 art Karlsruhe
- 2008 „Seestücke – Von Max Beckmann bis Gerhard Richter“, Hamburger Kunsthalle
- 2007 „Fish and Ships“, Barlach Halle Hamburg
- 2006 „SNAFU – Medien, Mythen, Mind Control“, Hamburger Kunsthalle
- 2005 „Videothek“, Galerie der Stadt Wels/AT
- 2004 „Weiße Nächte Kiel Oben“, Kunsthalle zu Kiel
- 2003 „MIPDOC“, Cannes/F
- 2003 Nordische Filmtage, Lübeck
- 2002 „Sehsüchte“, Filmfestival Potsdam
- 2001 Internationale Kurzfilmtage Oberhausen
- 2001 „Fact-Fiction“, Edith-Ruß-Haus für Medienkunst, Oldenburg
- 2000 „Ticker“, Galerie Gebauer, Berlin
- 2000 Internationales Filmfestival Moskau
- 1999 „Video und Lebensart“, Galerie der Gegenwart, Kunsthalle Hamburg
- 1999 „German Open – Gegenwartskunst in Deutschland“, Kunstmuseum Wolfsburg
- 1998 Balticum Video-Festival
- 1998 Filmfest Hamburg
- 1997 Internationales Videofestival „Mediopolis“, Berlin
- 1997 „Surfing Systems“, Kunstverein Kassel
- 1996 „Kriegsjahre – Some sunny day we’ll meet again“, Kunstverein in Hamburg
- 1994 „Lost Paradise“, Kunstraum Wien – MuseumsQuartier, Wien